# Wilhelm Theodor Oscar Casselmann
Wilhelm Theodor Oscar Casselmann, né le 1er août 1820 à Rinteln et mort le 15 février 1872 à Wiesbaden, est un physicien et chimiste prussien.

## Biographie
Il fait des études de mathématiques et de sciences de 1839 à 1843 aux universités de Berlin, Göttingen et Marbourg où, avec Robert Bunsen,en août 1843, il travaille sur la chaîne galvanique zinc-carbone. Il obtient son doctorat et publie en 1844 des recherches sur les lampes à charbon à arc dans Poggendorfs Annalen. Professeur de lycée, il est à la fois maître de conférences privé en physique, météorologie et technologie à l'Université de Marbourg et professeur de mathématiques, de physique et de chimie au lycée de la ville. À partir de Pâques 1846, il enseigne la chimie à l'école secondaire nouvellement fondée à Wiesbaden.
Il a également enseigné à l'Académie militaire de Nassau et a contribué à la chaîne galvanique zinc-carbone.
Il est connu pour ses études sur la galvanisation et ses expériences sur l'électricité et sur l'électromagnétisme. 
Jules Verne le mentionne dans son roman sur les expériences de l'oxygène Le Docteur Ox (chapitre IV). 

## Publications
- 1843 : Über die galvanische Kohlenzinkkette
- 1844 : Ueber einige im Kreise der Kohlenzinkkette beobachteten Lichterscheinungen, In Annalen der Physik, vol. 139, 1844, p. 576–593
- 1847-1850 : Leitfaden für den wissenschaftlichen Unterricht in der Chemie
- 1853 : Chemische Untersuchung der Braunkohlen des Westerwaldes